# 지하드 포 러브
지하드 포 러브(A Jihad For Love)는 미국에서 제작된 파르베즈 샤르마 감독의 2007년 다큐멘터리 영화이다. 샌디 듀보브스키 등이 제작에 참여하였다.

## 제작진
- Ass-PD: Amisha Upadhyaya